# Azetydyna
Azetydyna – heterocykliczny organiczny związek chemiczny zbudowany z czteroczłonowego pierścienia zawierającego jeden atom azotu. Sama w przyrodzie występuje rzadko, ale jej pochodne mają znaczenie biologiczne jako związki obronne roślin i zwierząt (np. kwas azetydyno-2-karboksylowy jest toksyną występującą w korzeniach konwalii majowej).

## Otrzymywanie
Azetydynę można otrzymać poprzez termiczny rozkład 1,3-diaminopropanu za pomocą kwasu solnego.
NH
2(CH
2)
3NH
2 → C
3H
7N + NH
3

## Reakcje
Pierścień azetydynowy może ulec otwarciu pod wpływem nukleofila, dzięki czemu możliwa jest synteza amin.
Przykładowo etylenodiamina reaguje z azetydyną pod wpływem katalizatora palladowego tworząc triaminę:

Reakcja otwarcia pierścienia za pomocą etylenodiaminy